# کاروانسرای خرزان
کاروانسرای خرزان مربوط به دوره قاجار است و در شهرستان قزوین، بخش کوهین، روستای خرزان واقع شده و این اثر در تاریخ ۲۷ دی ۱۳۷۷ با شمارهٔ ثبت ۲۱۸۸ به‌عنوان یکی از آثار ملی ایران به ثبت رسیده‌است.